# Segítség, örököltem!
A Segítség, örököltem! 1937-ben bemutatott fekete-fehér magyar romantikus vígjáték Ágay Irén, Uray Tivadar és Gózon Gyula főszereplésével.

## Történet
Bartha Gyulát, a jánosfalvi vendéglőst és csinos leányát, Bartha Zsókát, egy nap nagy szerencse éri: távoli rokonuk, az igen jómódú lovag Bartha Tamás elhalálozott, és minden vagyonát, egy híján húszszobás palotáját, és havi 10 000 pengő készpénzt hagyott rájuk. Azonban ennek fejében be kell tartaniuk elhunyt rokonuk követeléseit, és úgy kell élniük, ahogyan ő élt.
Eleinte mindannyian a „személyzet rabszolgái”, semmit sem tudnak az úri életről.
Bartha úrnak angol, box és lovagló órákat kellett vennie.
A lovag úr jogtanácsosa intézte a végrendelet végrehajtását. Ezenkívül barátja, István báró, mivel adósságai vannak, és az anyagi összeomlás szélén áll, megkérte arra Dr. Dombait, hogy ajánlja őt Bartha úr lánya, Zsóka kérőjének.
Bartha úr beleegyezne a házasságba, de Zsóka szobalánynak öltözve kidobja a bárót, majd pedig, hogy kiderítse milyen ember is ő valójában, szobalányként belép hozzá, illetve nővéréhez és annak férjéhez. Egy nőcsábász és munkakerülő embert talál ott, de beleszeret Zsókába, mint szobalány. Zsóka, aki még Jánosfalván több régi könyvek is olvasott, névtelen telefonálóként értesítette gazdáját, a grófot arról, hogy ritka könyvek vannak a birtokában. Ő ebből a pénzből újraindítja a szeszgyárát és megmenekül az anyagi összeomlástól.
Zsóka, aki Piriként játssza el a szobalány szerepét, esténként hazaviteti magát az édesapjával, akit az ottani inas és István báró is a hódolójának hisz.
István báró randevúra hívja Zsókát, de ő "hódolóját" is elviszi, és a randevún kikosarazza a bárót.
István báró új életet kezd, és el akar utazni vidékre, hogy vezesse sógora szeszgyárát.
Zsóka Dombaytól értesül erről, és apjával és Dombaival elmentek István lakására, ahol István báró megkéri Zsóka kezét.

## Szereplők
- Ágay Irén – Bartha Zsóka (Bartha Gyula leánya)
- Uray Tivadar – István, báró
- Gózon Gyula – Bartha Gyula, vidéki vendéglős
- Vaszary Piri – özvegy Lippayné Mari néni
- Rajnai Gábor – Dr. Dombay Kázmér, köz -és váltóügyvéd-jelölt
- Simor Erzsi – Grófné
- Lehotay Árpád – Péter, gróf
- Dénes György – György, a komornyik
- Pethes Sándor – A báró bohém barátja
- Keleti László – Vendég az állomáson
- További szereplők: Pethes Ferenc, Vándory Gusztáv, Sennyei Vera, Eszterházy Ilona, Raffay Erzsi, Földényi László, Huszár Pufi, Réthy Anna, Lontay István, Dózsa István, Lengyel Vilmos